# Circondario di Potsdam
Il circondario di Potsdam (in tedesco Kreis Potsdam) era un circondario della Repubblica Democratica Tedesca, parte del distretto di Potsdam.

## Storia
Il circondario di Potsdam fu istituito il 25 luglio 1952 con la riforma amministrativa della RDT; si estendeva su territori già appartenuti al disciolto circondario di Zauch-Belzig.
Il 17 maggio 1990 assunse il nuovo nome di Landkreis Potsdam ("circondario di Potsdam"), e poco dopo, in seguito alla riunificazione tedesca, divenne parte dello Stato del Brandeburgo.
Il 6 dicembre 1993, nell'ambito della riforma amministrativa del Brandeburgo, il circondario di Potsdam venne soppresso; le città e i comuni che lo componevano passarono tutti al nuovo circondario di Potsdam-Mittelmark.